# Zadná Poľana
Zadná Poľana je národní přírodní rezervace v oblasti Poľana. Nachází se v katastrálním území obcí Očová, Hriňová a Valaská v okrese Detva, okrese Brezno, okrese Zvolen v Banskobystrickém kraji na Slovensku. Území bylo vyhlášeno či novelizováno v letech 1972, 1993, 1999, 2001 na rozloze 855,4941 ha. Ochranné pásmo nebylo stanoveno.